# Тюлін Озен
Тюлін Озен (тур. Tülin Özen, 24 грудня 1979, Іскендерун, Хатай, Туреччина)  — турецька акторка кіно, театру та телебачення.

## Життєпис
Народилася 1979 року в сім'ї інженерів. Старша із двох дітей у сім'ї. Бажання стати акторкою у Тюлін з'явилося у старших класах. Однак, вона переїхала до Стамбулу і вступила до технічного університету електротехніки. На третьому курсі вона все-таки зважилася реалізувати свою мрію і спробувала здати іспити до театральної академії Едітепе. Пройшовши вступні випробування Тюлін отримала стипендію і покинула університет.
Поєднуючи навчання і професійну діяльність почала грати у театрі Едітепе.
Дебют акторки відбувся в 2003 році в серіалі «Гра ангела», однак, ця роль не принесла їй великої слави. Справжнє визнання акторка отримала у 2005 році зігравши роль у фільмі «Падіння янгола». За цей проект вона отримала премію «Золотий апельсин». Згодом знялася в таких проектах як: «Принцеса бавовняних полів», «Мрійливий», «Шлях в Уксюдар» та фільмах «Яйце», «Совість». У 2015 зіграла роль Хандан Султан матері султана Ахмеда І у серіалі «Величне століття. Нова володарка».

## Нагороди
| Нагороди | Нагороди                                     | Нагороди             | Нагороди       |
| Рік      | Нагорода                                     | Категорія            | Робота         |
| -------- | -------------------------------------------- | -------------------- | -------------- |
| 2004     | Анталійский кінофестиваль «Золотий Апельсин» | Найкраща актриса     | Падіння янгола |
| 2005     | Нюрнберзький кінофестиваль                   | Найкраща актриса     | Падіння янгола |
| 2005     | Міжнародний кінофестиваль в Анкарі           | Найкраща актриса     | Падіння янгола |
| 2008     | Премія Садрі Алишика                         | Найкраща жіноча роль | Совість        |
| 2009     | Adana Altin Koza Film Senligi                | Найкраща жіноча роль | Совість        |
| 2009     | Премія Siyad                                 | Найкраща жіноча роль | Совість        |

## Фільмографія
- 2003 — Гра янгола — Тюлін
- 2004 — Дзеркала — Мелда
- 2005 — Падіння янгола — Зейнеп
- 2005 — 2007 — Принцеса бавовняних полів — Мерьємдже
- 2006 — Мрійливий — Філіз
- 2007 — Минуле завтра
- 2007 — Яйце — Кадин
- 2008 — Народження — Мелек
- 2008 — Діти небес — Дженнет
- 2008 — Молоко — селянка
- 2008 — Самотність
- 2008 — Совість — Сонгюль
- 2010 — Kapalı Çarşı — Сехер
- 2010 — Мед — Зехра
- 2010 — Допомога — Хатідже
- 2011 — Дорога в Ускюдар — Айше
- 2011 — Наша невістка — Зейно
- 2012 — Вантаж — Зейнеп
- 2012 — У світі брехні
- 2013 — Голуба хвиля
- 2013 — Карнавал — Демет
- 2013 — Не беріть до голови — Гьонюль
- 2013 — Mavi Dalga  — Джейлан
- 2014 — Посміхнись
- 2014 — Незабаром — Арзу
- 2014 — Візит — Айсель
- 2015 — Блокада — Мерал
- 2015—2016 — Величне століття. Нова володарка — Хандан-султан
- 2017 — Маленькі злочини — Арзу
- 2017 — Невинний — Емел
- 2017 — Любов і гордість — Тюркан
- 2017 — Поганий хлопець — Назли
- 2020 — Смішні фільми: Довіра — Нурай
- 2020 — Червона кімната — Лікар. Пірайє
- 2020 — Ершан Кунері — журналіст
- 2020 — Ми зустрілися у Стамбулі — Гульбін